# Tyrese Spicer
Tyrese Spicer (* 4. Dezember 2000 in Trincity) ist ein trinidadischer Fußballspieler. Er steht seit 2024 bei Toronto FC unter Vertrag.

## Frühes Leben
Spicer begann im Alter von sechs Jahren mit dem Fußballspielen bei dem Verein Trincity Nationals. Bald wechselte er zu Central F.C., einem trinidadischen professionellen Fußballklub. Er besuchte das St. Mary College in Trinidad und gewann dort mit dem Fußballteam 2017 die Regionalmeisterschaft. Im Jahr 2019 wechselte er zur St. Augustine Secondary School und erhielt die Auszeichnung „SSFL All-Star“.

## Karriere

### College
Im Jahr 2020 bekam Spicer das Angebot mit einem Stipendium für das Fußballteam der Lipscomb University in den USA zu spielen. Er debütierte auf Collegeebene in seinem Sophomore-Jahr am 6. Februar 2021 bei einem Sieg gegen die University of Evansville, bei dem er ein Tor erzielte. Am 6. September 2021 erzielte er gegen Evansville einen Hattrick. Er gewann mit seinem Team die Meisterschaft in der Athletic Sun Conference. In seinem Junior-Jahr gewann er mit Lipscomb erneut den Titel in der Athletic Sun Conference. In seinem Senior-Jahr wurde er zum All-American ausgezeichnet, was eine Auszeichnung für die besten Collegeathleten ist. Er verließ Lipscomb am Ende der Saison mit insgesamt 29 Toren in 58 Spielen und gab bekannt, sich für den kommenden MLS Superdraft anzumelden.

### Verein
Spicer wurde von Toronto FC mit dem 1. Pick im MLS Superdraft 2024 ausgewählt und unterschrieb seinen ersten Profivertrag. Er gab sein Debüt in der MLS am 16. März 2024, als er gegen New York City FC eingewechselt wurde. Am 23. März 2024 stand er bei einem 2:0-Sieg gegen Atlanta United das erste Mal in der Startelf und erzielte sein erstes Tor auf Profiebene. Er beendete die Saison mit 19 Spielen und zwei Toren. 

### Nationalmannschaft
Spicer spielte zweimal für die trinidadische U15-Nationalmannschaft. Im Juni 2020 nahm er an einem Trainingscamp der trinidadischen Nationalmannschaft teil.